# 黃鍾 (萬曆進士)
黃鍾（1540年—1608年），字律元，號芳楠，直隸蘇州府長洲縣民籍，吳縣人，明朝政治人物。

## 生平
萬曆元年（1573年）癸酉科應天鄉試第九十五名舉人，五年（1577年）中式丁丑科會試第一百十名，三甲第一百九十七名進士。授中書舍人，十年六月選授廣東道試御史，十一年正月弹劾张居正党羽湖广巡抚陈省，令其革职。又巡视南城，十二年巡按广西，丁忧归。十七年十月除補湖廣道御史，十九年巡按浙江，二十年十一月升太僕寺少卿。

## 家族
曾祖黃道規；祖父黃慶；父黃臣；母周氏。慈侍下。妻周氏。弟黃鉉。